# Кропивницький провулок
Кропивни́цький прову́лок — провулок у Голосіївському районі міста Києва, місцевість Забайків'я. Пролягає від Гайдамацької вулиці до тупика.

## Історія
Провулок виник на початку 10-х років XX століття під назвою  Нова вулиця. 1955 року провулок отримав назву Кіровоградський, на честь міста Кіровоград (тепер — Кропивницький).
Сучасна назва на честь міста Кропивницький — з 25 серпня 2022 року.